# Miss Universo Baréin
Miss Universo Baréin es un concurso de belleza nacional en Baréin establecido en 2021 por Yugen Group para elegir la representación de Baréin en el concurso Miss Universo.

## Representación internacional
: Declarada como ganadora
     : Terminó como finalista
     : Terminó como una de las semifinalistas o cuartofinalistas
     : Terminó como ganadora de premios especiales
| Año  | Ciudad natal | Miss Universo Baréin  | Posición     | Premios especiales | Notas |
| ---- | ------------ | --------------------- | ------------ | ------------------ | ----- |
| 2024 | Manama       | Shereen Ahmed         | No clasificó |                    |       |
| 2023 | Hamala       | Lujane Yacoub         | No clasificó |                    |       |
| 2022 | Riffa        | Evlin Abdulla Khalifa | No clasificó |                    |       |
| 2021 | Riffa        | Manar Nadeem Deyani   | No clasificó |                    |       |